# Naraggera
Naraggera era una ciutat de Numídia en la qual Publi Corneli Escipió va establir el seu campament i on es va entrevistar amb Hanníbal abans de la gran batalla de Zama del 19 d'octubre de l'any 202 aC.
Naraggera es trobava a trenta o potser a trenta-dos mil passes a l'oest de Sicca Veneria, segons la Taula de Peutinger, i a vint-mil passes a l'est de Thagura, segons l'Itinerari d'Antoní.